# Johann Christian Gentz

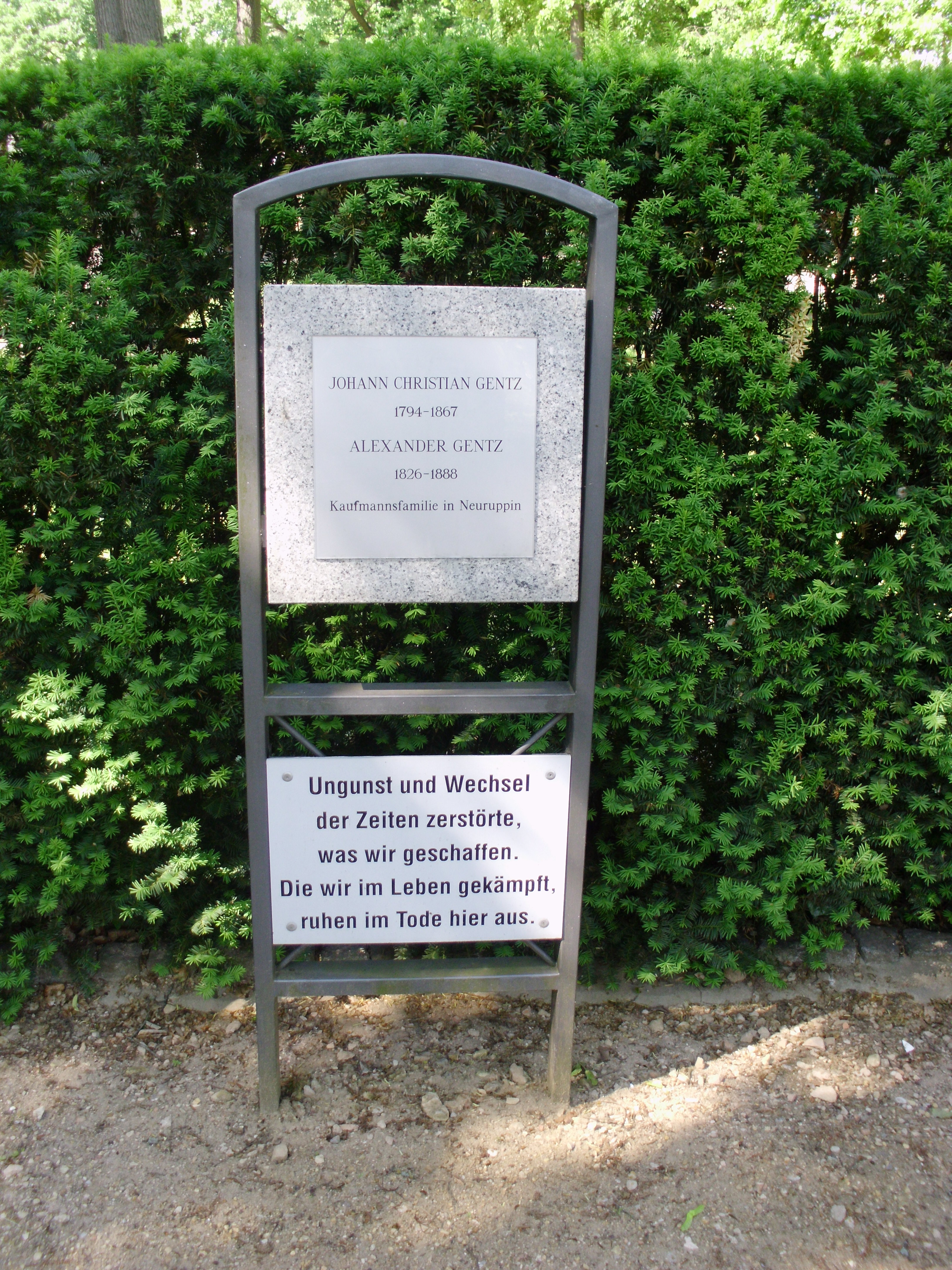
Erinnerungsplatte für die Kaufmannsfamilie Gentz auf dem Platz des ehemaligen Alten Friedhofs in Neuruppin

Johann Christian Gentz (* 26. Juli 1794 in Neuruppin; † 4. Oktober 1867 ebenda) war Tuchmacher, Kaufmann und Torfstichbesitzer. Er begründete das Anwesen Gentzrode in der Nähe von Neuruppin.
Gentz wurde bekannt durch Theodor Fontanes Wanderungen durch die Mark Brandenburg, der ihm dort ein ganzes Kapitel widmete. Fontane schrieb über Gentz: „Eine Figur, wie die seinige, war nur in der Mark und innerhalb dieser vielleicht nur wieder im Ruppinschen möglich, denn er hatte nicht bloß kleinbürgerliche Verhältnisse (wie sie dieser Grafschaft eigentümlich sind) zur Voraussetzung, sondern baute seinen Reichtum auch auf etwas spezifisch Ruppinschem auf: auf dem Torf.“

## Leben

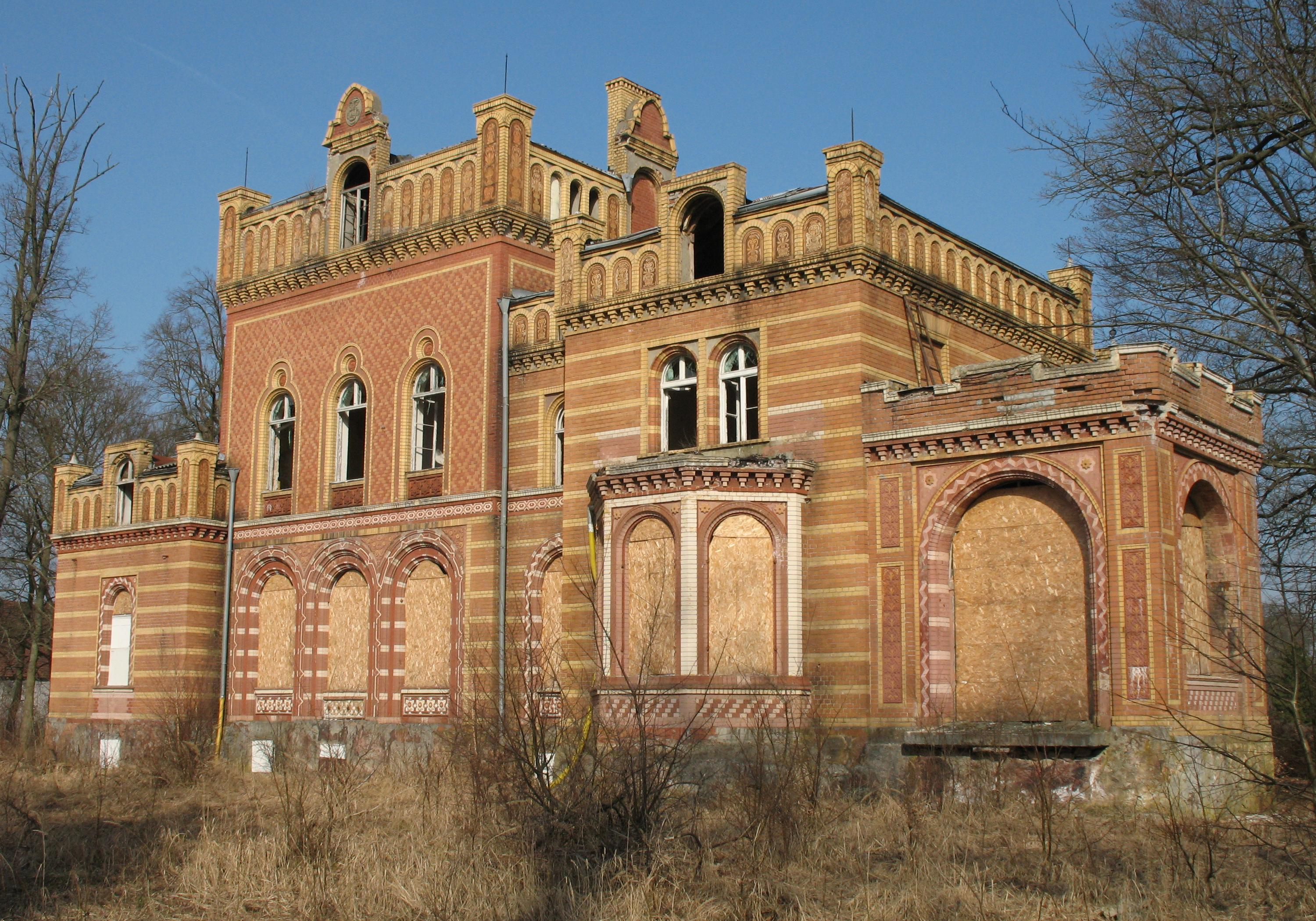
Gentzrode

Gentz war Sohn eines Tuchmachers. 1820 heiratete er Juliane Voigt und kaufte ein kleines Eisen- und Kurzwarengeschäft und baute es zu einem Bank- und Wechselgeschäft aus. Mit dessen Gewinn kaufte er 1840 das Wustrauer Luch und gründete Gentzrode. Sein ältester Sohn starb mit einigen zwanzig Jahren an Schwindsucht. Sein nächst älterer Sohn war Wilhelm Gentz Etwa 1855 übergab er seine Geschäfte an den jüngsten seiner vier Söhne, Alexander Gentz. Er verbrachte viel Zeit im Neuruppiner Tempelgarten, den er samt Tempel vorm Tempeltor vor dem weiteren Verfall retten und ausbauen ließ. Er wurde in Alt Ruppin begraben.